# Canon EOS 1300D
Canon EOS 1300D (название в Северной Америке — Canon Rebel T6, в Японии — Canon EOS Kiss X80) — цифровой однообъективный зеркальный фотоаппарат начального уровня семейства EOS компании Canon. Фотоаппарат имеет матрицу с кроп-фактором 1,6 и позволяет использовать предназначенные для матриц такого размера объективы EF-S. Заменил модель Canon EOS 1200D.
Рекомендуемая розничная цена в США в момент анонса фотоаппарата составляла 550 долларов за комплект с объективом EF-S 18-55 IS II.

## Описание
Canon EOS 1300D — четвёртая модель линейки самых простых и доступных фотоаппаратов семейства EOS.

## Отличия от Canon EOS 1200D

### Электроника
Применён более производительный процессор обработки изображений DIGIC 4+ вместо прежнего чипа Digic 4.
Разрешение дисплея возросло с 460 тыс. до 920 тыс. точек.
Появился адаптер беспроводной связи Wi-Fi с поддержкой стандартов 802.11b/g/n и модуль беспроводной высокочастотной связи малого радиуса действия NFC.
Особо важными чертами не отличается.

## Конкуренты
- Nikon D3100